# Açores (Albergaria-a-Velha)
Açores era, em 1747, uma pequena aldeia portuguesa da freguesia de Santa Eulália de Val-Maior, Comarca de Esgueira, Arcediago e concelho de Vouga, Bispado de Coimbra, e Província da Beira. Tinha na época seis vizinhos.